# Rofiac (Alta Garona)
Rofiac Tolosan (en francès: Rouffiac-Tolosan) és un municipi francès situat al departament de l'Alta Garona, a la regió Occitània.